# Alden (Wisconsin)
Alden – miasto w Stanach Zjednoczonych, w stanie Wisconsin, w hrabstwie Polk.